# Бозвелийско
Бозвелийско (болг. Бозвелийско) — село в Болгарии. Находится в Варненской области, входит в общину Провадия. Население составляет 1256 человек.

## Политическая ситуация
В местном кметстве Бозвелийско, в состав которого входит Бозвелийско, должность кмета (старосты) исполняет Живко Николов Панев (Болгарская социалистическая партия (БСП)) по результатам выборов.
Кмет (мэр) общины Провадия — Георги Стоянов Янев (ДНГ) по результатам выборов.